# 眠れる森のお姫さま
『眠れる森のお姫さま』（ねむれるもりのおひめさま）は、2000年8月4日にペンギンワークスから発売されたWindows用アドベンチャーゲーム。18禁。原画はてぃんくる。「眠れぬ森の…」もしくは「…お姫様」と表記されることがあるが、「眠れる森のお姫さま」が正しい。2001年5月24日には、『エミーリア』 (Emmyrea) のタイトルでPlayStationへ移植された。

## あらすじ
舞台は剣と魔法の世界アストゥーリア。人々の信仰を集めていた大魔法使いカラクラムが突如小国ファルエンの宮廷会議に現れ、王を断罪し王女エミーリアをさらってゆくという謎の事件が起こった。ヴァルシア王はエミーリアを奪還すべく、王女の教育係イリーナを隊長とする近衛騎士団による討伐隊を編成して魔女の元へと送り出すのだった。しかし魔女の住む森には凶暴な怪物の巣食う危険な道程が待ち構えていた。また近衛騎士団に所属する主人公たちとは別に、冷徹な黒騎士バルナーグを従えた貴族レイドリックも手柄を横取りせんと主人公たちを付け狙う。
いざ冒険が始まると魔物の手強さは想像以上で、実戦経験の無いイリーナが率いる一団は瞬く間に壊滅寸前となる。特に魔女の森で道標を担う魔法使いを失ったことでイリーナたちの運命はもはや風前の灯に。そんなとき彼女らは魔物に襲われている魔法使いの少女メリアンと偶然出会い、イリーナの下で唯一生き残った主人公がこれを見事救出する。カラクラムをよく知るという彼女の協力を得て、イリーナたちは3人で再び魔女カラクラムの館を目指し歩み始めた。

## 概要
コマンド選択式のアドベンチャーゲーム。ファルエンの城から魔女カラクラムの館まで行って帰る旅路が主な舞台となる。カラクラムがエミーリアをさらった理由をはじめとする様々な謎が明らかになると共に、選択肢次第では特定のヒロインとの距離が縮まり、結ばれる。ヒロインをだれも攻略できなかった場合でも旅を無事に終えることができればハッピーエンドとされ、選択肢によっては主人公が敵に負けてゲームオーバーになることもある。場合によってはヒロインたちも魔物の餌食となりひどい目に遭うが、ゲームオーバー時は主人公が気を失うこともあり、そのような鬼畜系のCGは特に用意されていない。

## 登場人物
声優はPS版のもの。PC版の声優は未公開。

### 主人公
アドニス
エミーリアの近衛騎士の1人で、騎士団でもトップクラスの剣の使い手。名前は全角5文字までで変更可能。

### ヒロイン
エミーリア・フォン・ファルエン
声：栗原みきこ
ファルエンの王女。メリアンよりも背が低く、幼い雰囲気を持つ。基本的にわがままな性格で好奇心旺盛。メリアンと張り合うこともしばしば。城の外に出してもらえないため、イリーナは数少ない話し相手である。カラクラムとは意外な接点が判明する。
イリーナ
声：横手久美子
ヒロインの中では最年長のお姉さん。騎士団隊長の娘で、幼いときから剣術を習っている。子どものころ王女と遊んでいた縁からか、姫が結成した近衛隊員に任命され、実質的な姫の教育役となる。男勝りではあるがコンプレックスも持つツンデレ。
メリアン・マルセード
声：三五美奈子
旅の途中で出会った小柄な魔法使いの少女。魔法の潜在能力はともかく、失敗が多い。明るい性格だが、落ち込みやすい。当初イリーナとは相性が良くなかった。同じ魔法使いということで、カラクラムをよく知っている様子。ある人物からはメリーの愛称で呼ばれている。
ルル
声：静木亜美
カラクラムの館で出会ったメイド。心優しい性格。カラクラムに恩があって仕えており、一生懸命な性格だが失敗も多い。同じようにカラクラムに仕える猛獣使いギルミアからは、しばしばサド趣味の対象にされてひどい目に遭う。物語の真相を知る数少ない人物のひとりでもある。

### その他
カラクラム
声：杉本ゆう
アストゥーリアの世界で人々の信仰を集めていた大魔法使いで、既に何百年も昔から名前が伝わっている。長い間ファルエン王国とは良好な関係を築いていたにもかかわらず、突如エミーリアを誘拐し国王を弾劾したかは物語を追う事によって明らかになる。
ギルミア
声：竹間千ノ美
カラクラムに仕える猛獣使いのダークエルフで、サディスト趣味の持ち主。
バルナーグ
声：小林和矢
黒き鎧に身を包む、無口かつ無表情で冷徹無慈悲な剣士。イリーナたちが歯の立たなかった魔物を一蹴するなど、圧倒的な実力を見せる。それでいてレイドリックに忠実に仕えるという謎の男。やがて主人公の前にも立ちはだかる。その本性は人を斬る事を何よりも好む快楽殺人者であり、欲求が満たせれば善悪は問わないという悪党である。
レイドリック
声：飛鳥紅一
エミーリアに取り入って国王の後釜を狙おうとするファルエンの貴族。普段はバルナーグの影に隠れ、自分では何もできないが手柄だけは持っていこうとする、いわゆる虎の威を借る狐。ルルを襲って魔女の手下を倒したと主張するような愚者で、最後は格好悪い形でメリアンの魔法の失敗に巻き込まれる。
ヴァルシア王
声：ひのもとはじめ
アンディ
声：飛鳥紅一
討伐隊の魔法使い。
エディ
声：星野重雄
騎士団の1人。
ヘンリー
声：小林和矢
騎士団の1人。

## アクセサリCD
PC版にはアクセサリCDが付属。CDプレーヤーで音楽を再生できるほか、エクストラトラックに以下のコンテンツを収録。
- スクリーンセーバー2種
  - アドニス、エミーリア、イリーナが登場するもの
  - メリアン・ルルが登場するもの
- エミーリアクロック - デスクトップアクセサリ（時計）
- CGイラスト - 壁紙、塗り絵、ボツ絵
- システムボイス
  - エミーリア
  - イリーナ
  - メリアン
  - ルル
- 店頭デモ

## スタッフ
- 開発・著作・販売 - ペンギンワークス
- プロデュース・企画・原画 - てぃんくる
- 製作 - 大澤史朗
- プログラム - 大宮慶造（ボルボ本部長）
- キャスティングコーディネート - 船戸健行
- CG監督 - はるかぜせつな
- 背景 - クーズクリエイション
- 音楽 - 黒柴犬
- 音楽監督 - 稲垣貴繁
- 音響演出 - 佐々木誠
- 効果音 - ブラックバード
- 製作協力 - カメレオンハウス・（有）セイムクリエイティブ

## 主題歌
「この想い風よ届けて…」
作詞 - MIKOTO / 作曲 - 矢口一郎 / 歌 - 三五美奈子

## 関連商品
ペンギンワークスからお姫さま懐中時計、お姫さまテレカ、お姫さまバインダー及びそれらをセットにしてトレカを加えたお姫様BOXが店頭にて発売された。その後、自社のWebページにて通信販売された。

## 移植版
2001年5月24日には、KIDからPlayStation用ソフト『エミーリア』 (Emmyrea) として発売されている。さらに2002年4月25日にはSuperLite1500としてサクセスからその廉価版が発売された。アナログスティックは振動機能のみ対応。性表現や残虐描写の省略以外にも若干のストーリー変更があるが、話の流れはおおむねPC版と同様で、他にもエピソードが若干追加されている。

## 評価
PC版はアダルトゲーム誌『BugBug』のイチオシ!BUG'Sレビューでは中世のような舞台や話もいい雰囲気に演出され悪くない、少々中だるみしている部分もあったが比較的サクサク進められる、最初に編成した部隊が軒並み死んでしまったのは驚きだが面子からして男性ばかりで残った女の子と主人公だけの状況はハーレムのようで素敵、キャラクターデザインはやや癖があり魅力不足に感じたが脱げば意外といい、システムは説明いらずに楽にプレイできてメニューも見やすく出しやすく申し分ないとした。